# Etnias de Etiopía

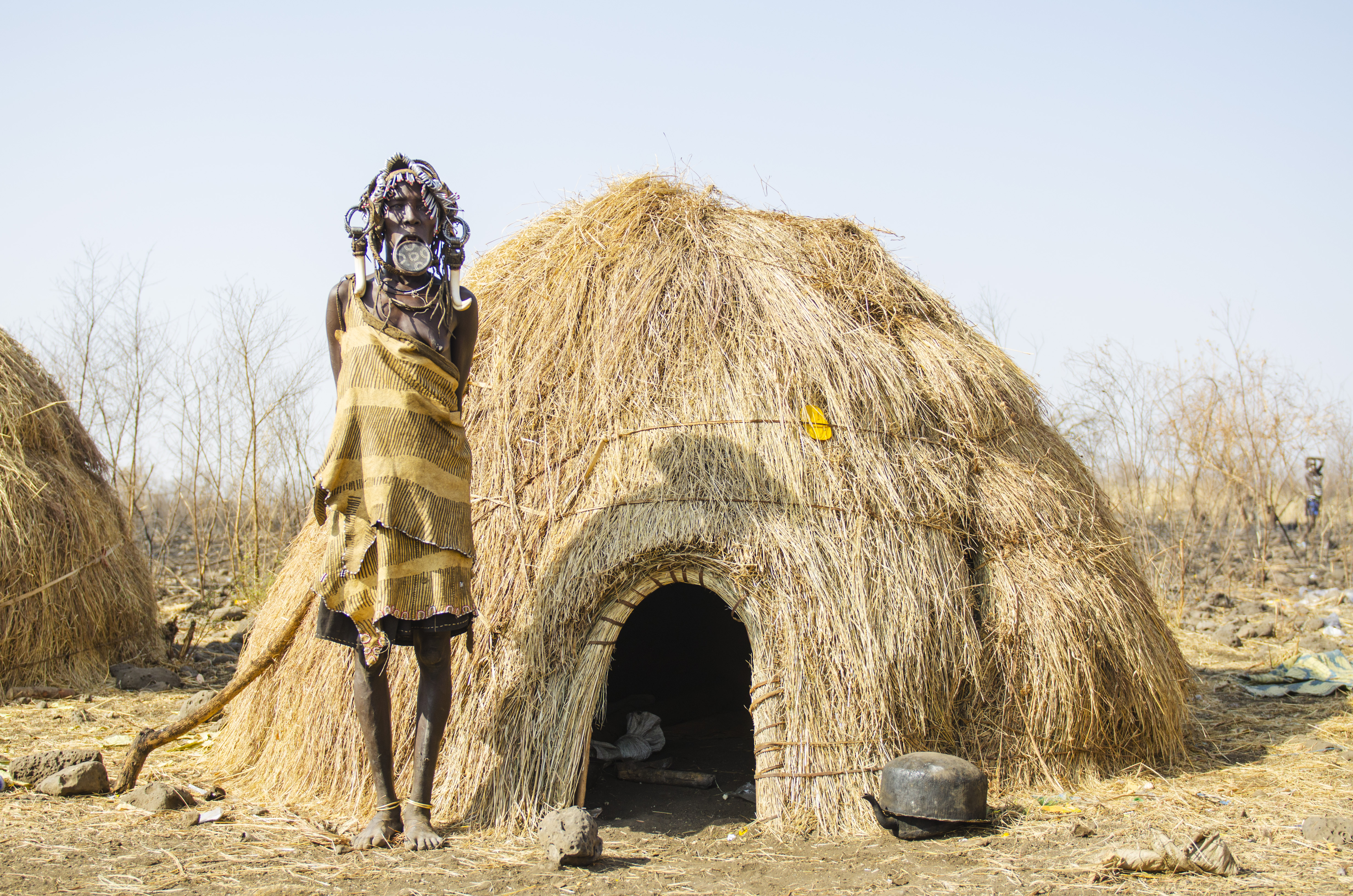
Miembro de la tribu de los mursi, una de las etnias que forman parte de la gran diversidad que conforman los grupos étnicos de Etiopía.

La población de Etiopía es muy diversa. La mayoría hablan lenguas semíticas o cushitas. Los oromo, amhara, somalí y tigray forman más de las tres cuartas partes de la población, pero hay más de 80 grupos étnicos diferentes en Etiopía, de los que algunos tienen poco más de 10.000 individuos. El inglés es el idioma extranjero más hablado, pues se enseña en las escuelas de secundaria; por otro lado, el amhárico es el lenguaje de las escuelas primarias, pero está siendo reemplazado en muchas áreas por lenguas locales como el oromo, el somalí y el tigriña.

## Grupos étnicos más importantes

Mapa de las regiones y zonas de Etiopía

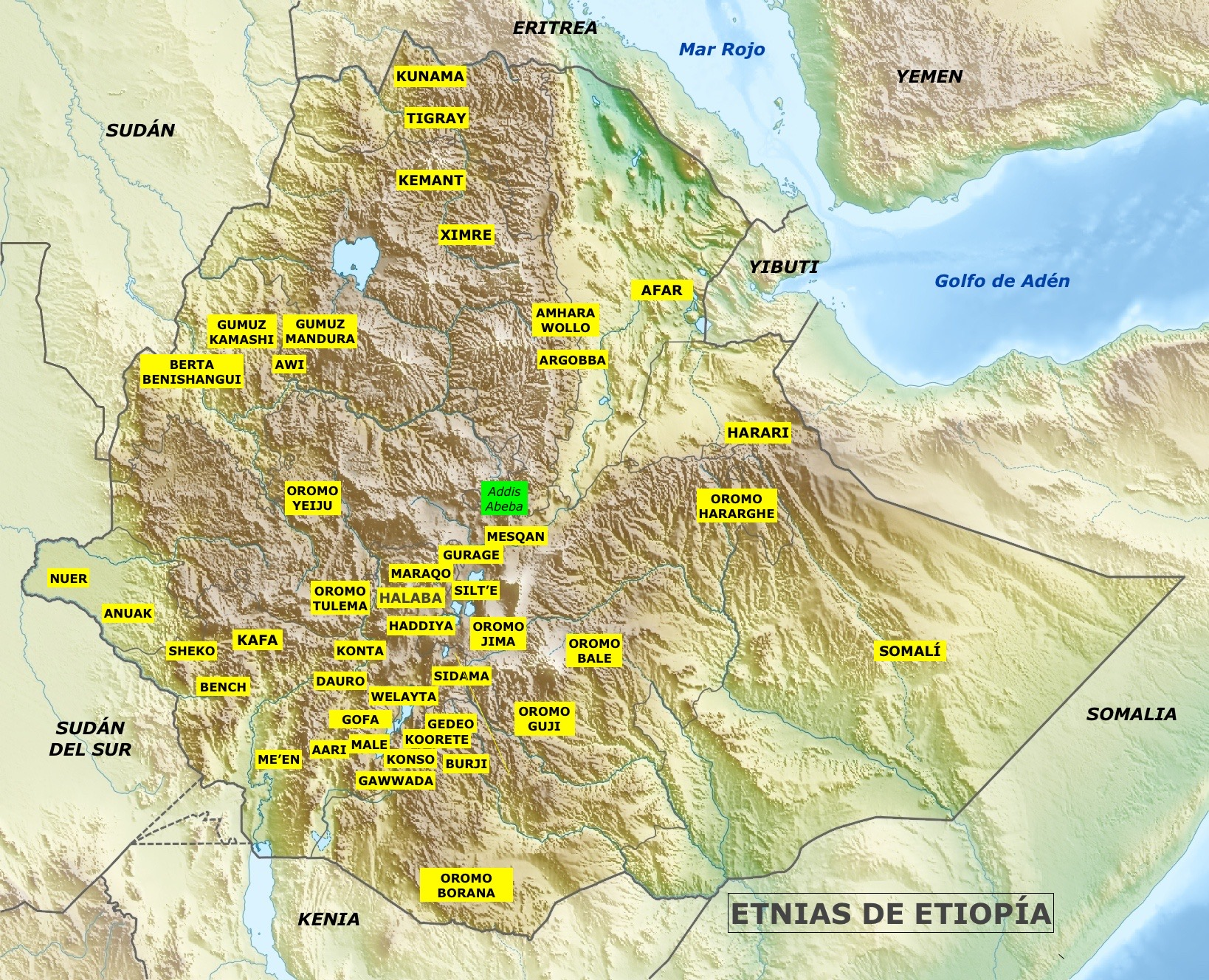
Principales grupos étnicos de Etiopía

El censo está basado en estimaciones de la población en 2017. Teniendo en cuenta las subdivisiones propias de cada etnia, se cuentan unos 140 grupos étnicos distintos que suman casi 107 millones de habitantes.

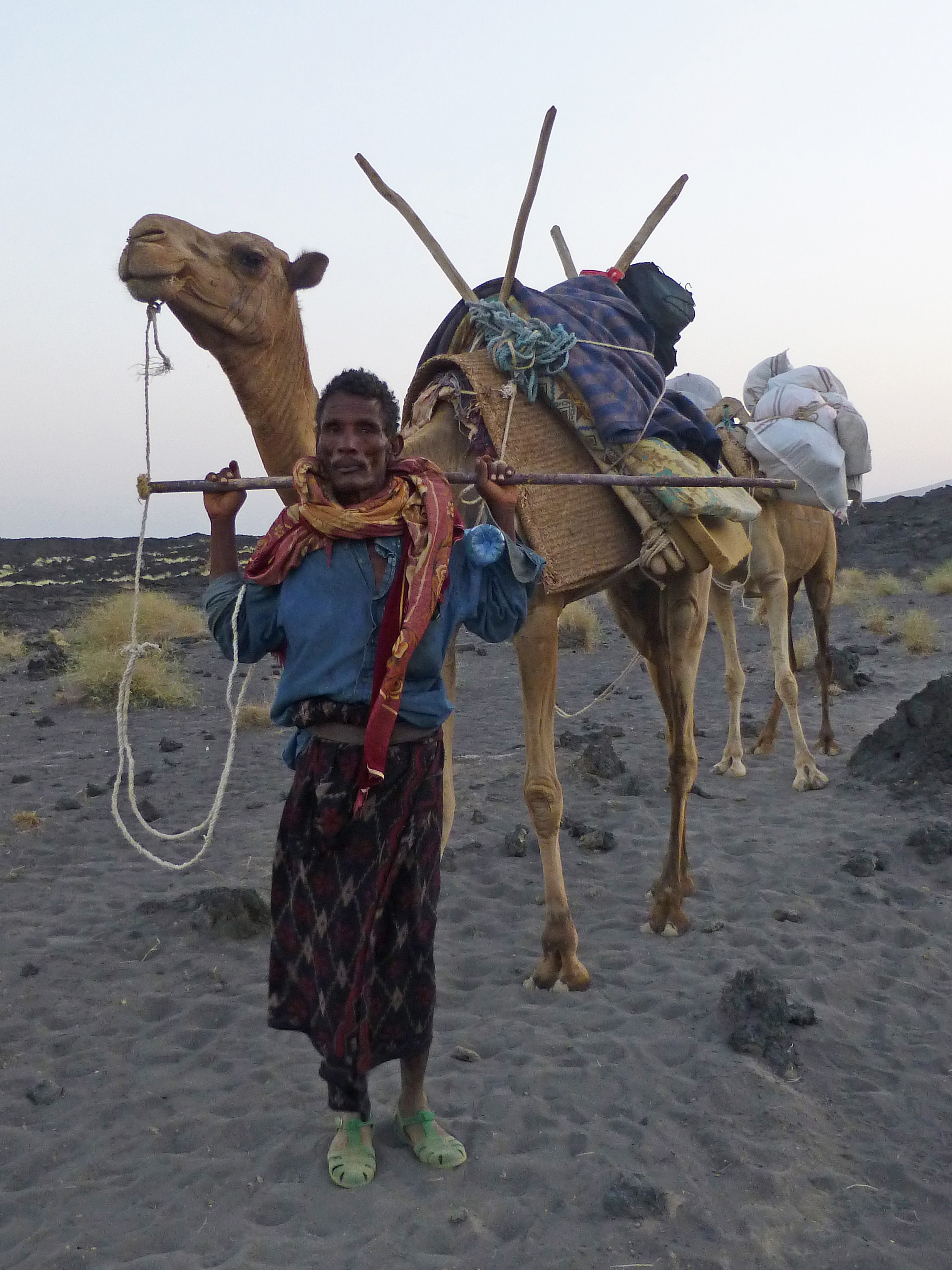
Camellero afar, etnia que vive en el nordeste de Etiopía, en una zona desértica

### Etnias con más de 1 millón de individuos
- Oromo, 34,6%, unos 35 millones.[4] En la región de Oromía, en Etiopía. Hay dos grupos principales, los borana y los barentu. Los borana (1,3 millones, animistas) viven al sur, entre Kenia y Etiopía, y los barentu están divididos en numerosos subgrupos; entre los más importantes: arsi (5,9 millones), bale (1,95 millones), jima (3,4 millones), gujo o guji (1,67 millones), kereyu, hararghe (6,58 millones), wellega (7,23 millones), tulema o selale (casi 8 millones), wollo y gabra, entre musulmanes, ortodoxos, evangélicos y animistas.

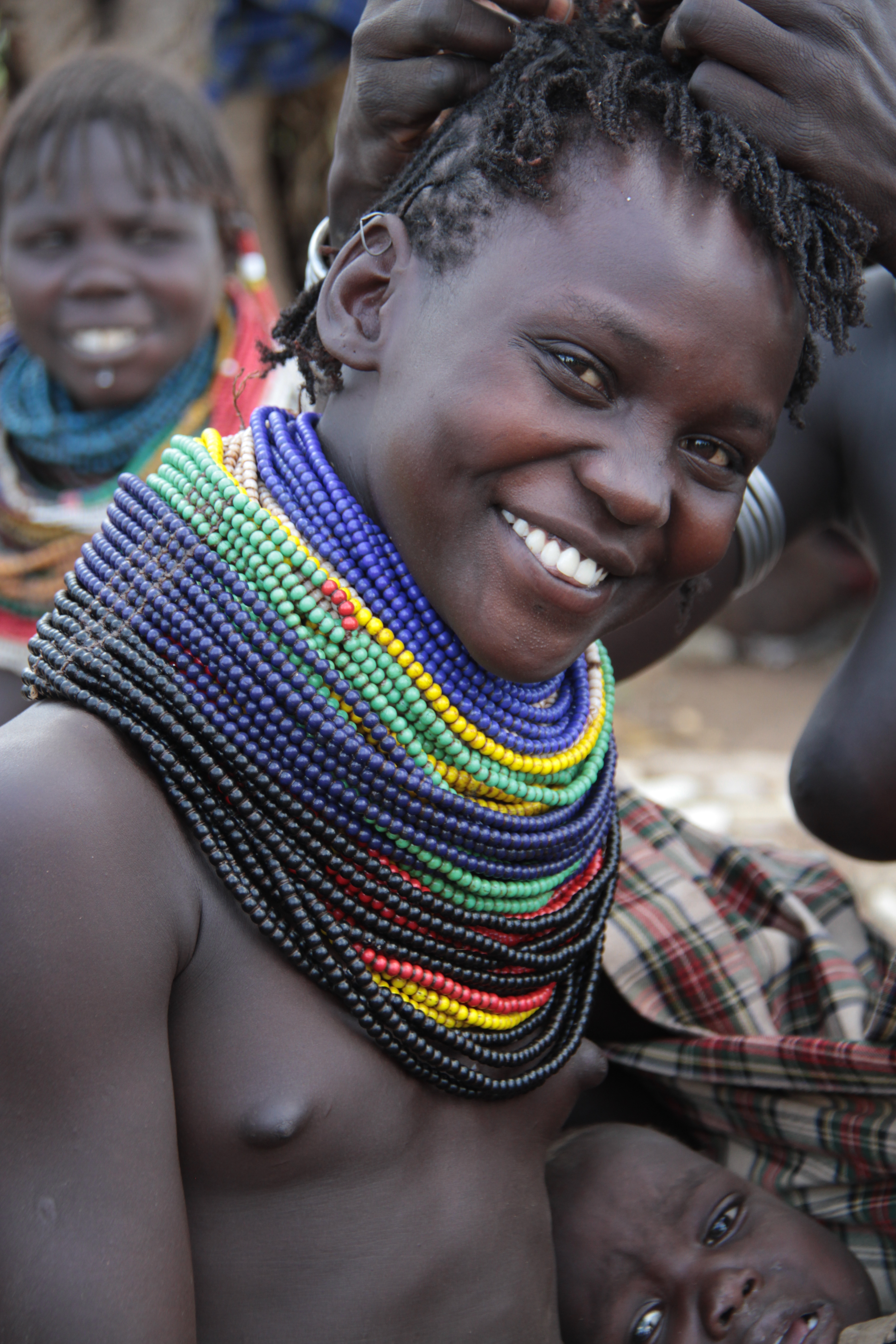
Muchacha del pueblo nyangatom, con unos 54.000 miembros, de los que unos 39.000 viven en Etiopía, en el valle del río Omo, y el resto en Sudán del Sur.

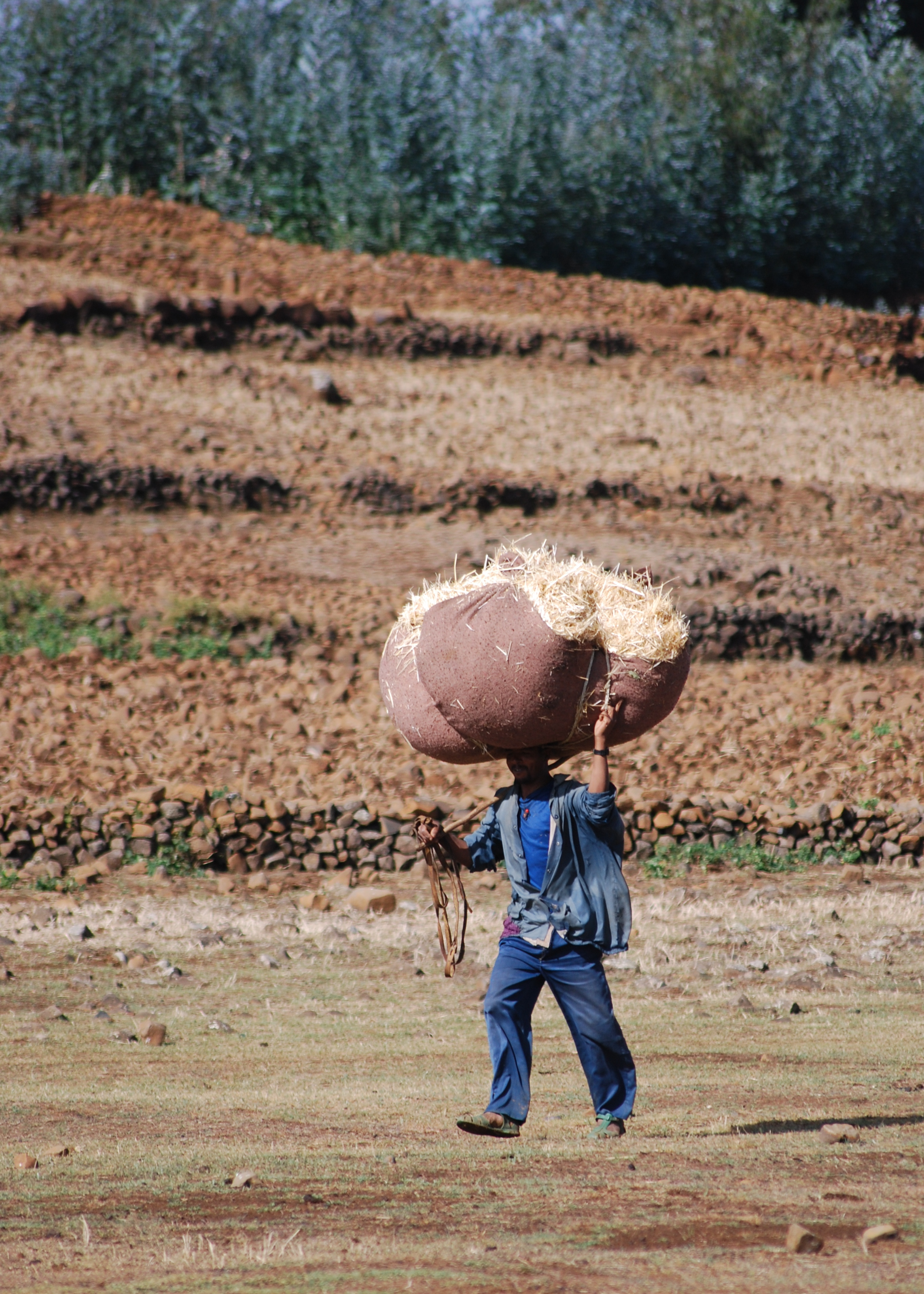
Campesino amhara cargando heno

- Amhara, 27,1%, 27,5 millones, cristianos, relacionados con los tigray. Viven en el norte del macizo etíope, en la Región de Amhara. Hablan el idioma amhárico. Son fronterizos con los tigray por el norte, los afar por el este, los oromo por el sur, los benishangul/gumuz por el sudoeste, y la República de Sudán por el oeste. Están emparentados con los gurage y junto con los tigray forman los habesha, el pueblo abisinio, que engloba diversas tribus. La región de Amhara cubre unos 170.000 km², dividida en 10 zonas administrativas, 105 woredas y 78 ciudades. Se reclaman descendientes del hijo mayor de Noé, Shem, cuya línea descendente pasa por Salomón, la reina de Saba y Menelik I,[5] y forman parte de la Iglesia ortodoxa de Etiopía. Son agricultores, pero esencialmente ganaderos, y el 40% de todo el ganado de Etiopía se encuentra en su región. Producen leche, carne, lana, carbón, yeso, gemas, etc. El turismo está centrado en los lugares sagrados de las iglesias de Lalibela y en los palacios de Gondar y las cataratas del Nilo Azul.[6]

- Somalí, 6,1%, 6,85 millones en Etiopía. Musulmanes en su mayoría que viven en el Cuerno de África, en Somalia, Etiopía, Yemen, Yibuti y Kenia. En total hay unos 22,5 millones de somalíes por el mundo.[7] Hay cuatro grandes grupos divididos en clanes. Los mayores grupos son los somaal y los sab. Se consideran guerreros y se enfrentan con frecuencia entre los clanes.

- Tigray, 6,1%, 6,6 millones, cristianos. Viven en el extremo norte, en la frontera con Eritrea. relacionados con los amhara y los tigre de Etiopía y Eritrea.[8]

- Sidama, 4%, 4,5 millones, cristianos, centro sur de Etiopía, en una zona fértil, en la Zona Sidama, de la Región de las Naciones, Nacionalidades y Pueblos del Sur, al nordeste del lago Abaya. Es la principal zona productora de café de Etiopía, cultivado entre 1.500 y 2.200 m de altitud, con una variedad, el sidama, de alta calidad. Hablan el idioma sidamo. La zona, montañosa, de unos 10.000 km², tiene tres climas muy distintos: una zona caliente, entre 500 y 1.500 mm, con lluvias entre 400 y 800 mm, una zona templada, cafetera, entre 1.500 y 2.500 m, con lluvias entre 1.200 y 1.600 mm, y una zona fresca, hasta 3.500 m, con lluvias de hasta 2.000 mm. El 95% de los sidama son agricultores, y su principal alimento es la raíz de una planta conocida como ensete.[9]

- Welayta o wolaitta, 2,3%, 2,6 millones, unos 200 clanes divididos en 2 tribus principales llamadas malla y dogala. Hablan el idioma wolaiya, una lengua omótica Viven en el norte de Etiopía. Son cristianos.[10]

- Hadiya, 1,7%, 2 millones. Hablan el idioma haddiya, que es lo que tienen en común aunque pertenecen a diversas etnias. Viven en la Región de las Naciones, Nacionalidades y Pueblos del Sur.

- Afar, 1,7%, 1,83 millones. Viven en Yibuti, Eritrea y Etiopía. En total, son más de 2,5 millones. Están formados por dos grupos, los asaemara (rojos), en el área de Assayita, y los adaemara (blancos) en las áreas desérticas., como la llanura de Afar y el desierto de Danakil.

- Gurage, 2,5%, 1,8 millones según el censo de 2007, divididos en tres subgrupos: oriental, occidental y septentrional, con distintos clanes: ennequor (117.000), geta o geto (87.000), gumer (100.000, cristianos), indegagn (62.000), inor (210.000), izha (108.000), kistane (169.000), muher (110.000, cristianos), chala (145.000), y grupos más pequeños. La mayoría son cristianos, aunque hay un porcentaje de musulmanes. Los gurage orientales se independizaron en 2000 para formar otro grupo, los silt'e, que son mayoría, 1.400.000 y tienen su propia zona, la zona Silte en la Región de las Naciones, Nacionalidades y Pueblos del Sur. Son agricultores sedentarios y su cultivo principal es el ensete, que puede prepararse de diversas formas. Practican una agricultura rotativa a la que se añade café y khat. Hablan diversas variantes de las lenguas gurage, que se escriben en escritura etíope.[11]

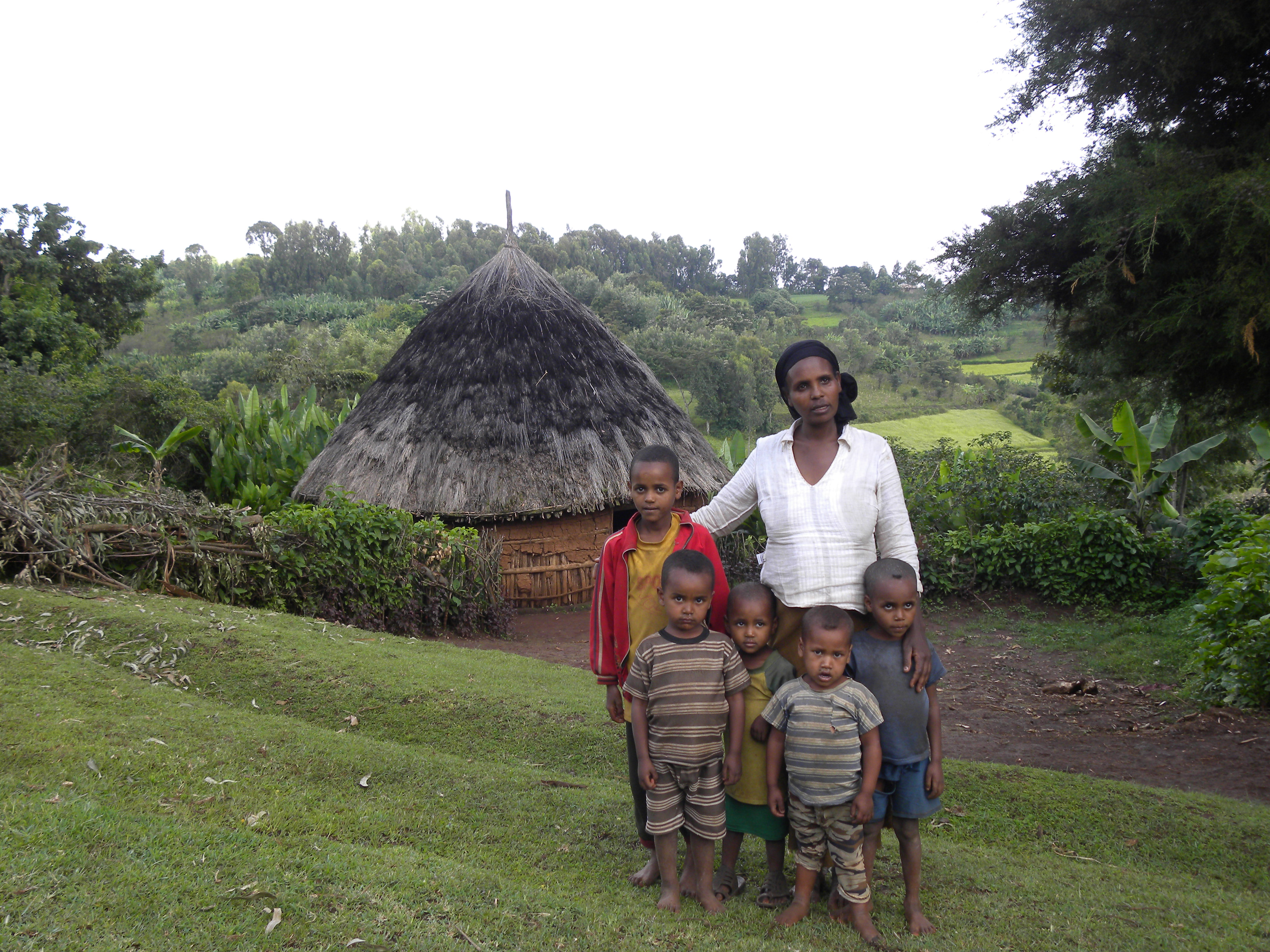
Madre kambata con sus hijos enfrente de su tuku, la choza con el tejado de paja cónico, en la zona Kembata Tembaro, de la Región de las Naciones, Nacionalidades y Pueblos del Sur en Etiopía.

- Silti, o gurages orientales, en torno a 1.438.000 separados en 2000 de los gurage, con su propia zona en la Región de las Naciones, Nacionalidades y Pueblos del Sur. Hablan el idioma silte y están divididos en subgrupos: azernet, berbere, alichcho, wuriro, melga (o ulbareg) y silt'i (o summusilt'i). La mayoría son musulmanes.[12]

- Gamo, 1,69 millones.[13] 85% cristianos. Hablan el idioma gamo y viven al oeste del lago Abaya, en una zona de verdeantes colinas, en la zona Gamo-Gofa, de la Región de las Naciones, Nacionalidades y Pueblos del Sur, habitada también por los gofa, que son 550.000, y otros pueblos. Las tierras altas de los gamo llamadas en inglés Gamo Highlands, en el macizo etíope, son una región aislada sobre el valle del Rift, con una superficie de 18.000 km². Al sur se encuentra el lago Chamo y la cima más alta es el monte Gughe, de 4.207 m. Practican la agricultura desde hace 10.000 años. Hay más de 65 variedades de cebada y 12 de trigo, más de 100 variedades de ensete y docenas de mandioca, taro y ñame.[14][15] En las colinas abundan los lugares sagrados, unos 272 bosques sagrados en la cima de los montes, restos del viejo bosque afromontano.[16]

- Gedeo, 1,2%, más de 1 millón, relacionados con los oromo. Según People Groups, 1.375.000.[17] Hablan el idioma gedeo. Viven en la zona Gedeo, de la Región de las Naciones, Nacionalidades y Pueblos del Sur, al este del lago Abaya, en el escarpe oriental del macizo etíope, sobre el valle del Rift, entre la zona Sidama, al norte, y la zona Oromiya, al sur. La riqueza megalítica de la región (Chelba Tuttiti, Sede, Tuttofella, Sakaro Sodo, grabados rupestres de Odola Gelma),[18] con hasta 6.000 megalitos, ha sido reconocida por las Naciones Unidas. La zona gedeo se extiende entre los 1.300 y los 3.000 m, en zonas de gran pendiente y una gran riqueza paisajística que incluyen una meseta entre 2700 y 3000 m y profundos valles con cascadas y fuentes. La economía es agroforestal y la alta densidad de población (más de 700 hab/km²) en un área de solo 1.211 km² ha humanizado completamente el paisaje.[19] Tienen un conflicto con los oromos guji en las zonas limítrofes, donde se cultiva café, que ha provocado el desplazamiento de cientos de miles de gedeos en la zona Guji occidental de la Región de Oromía.[20]

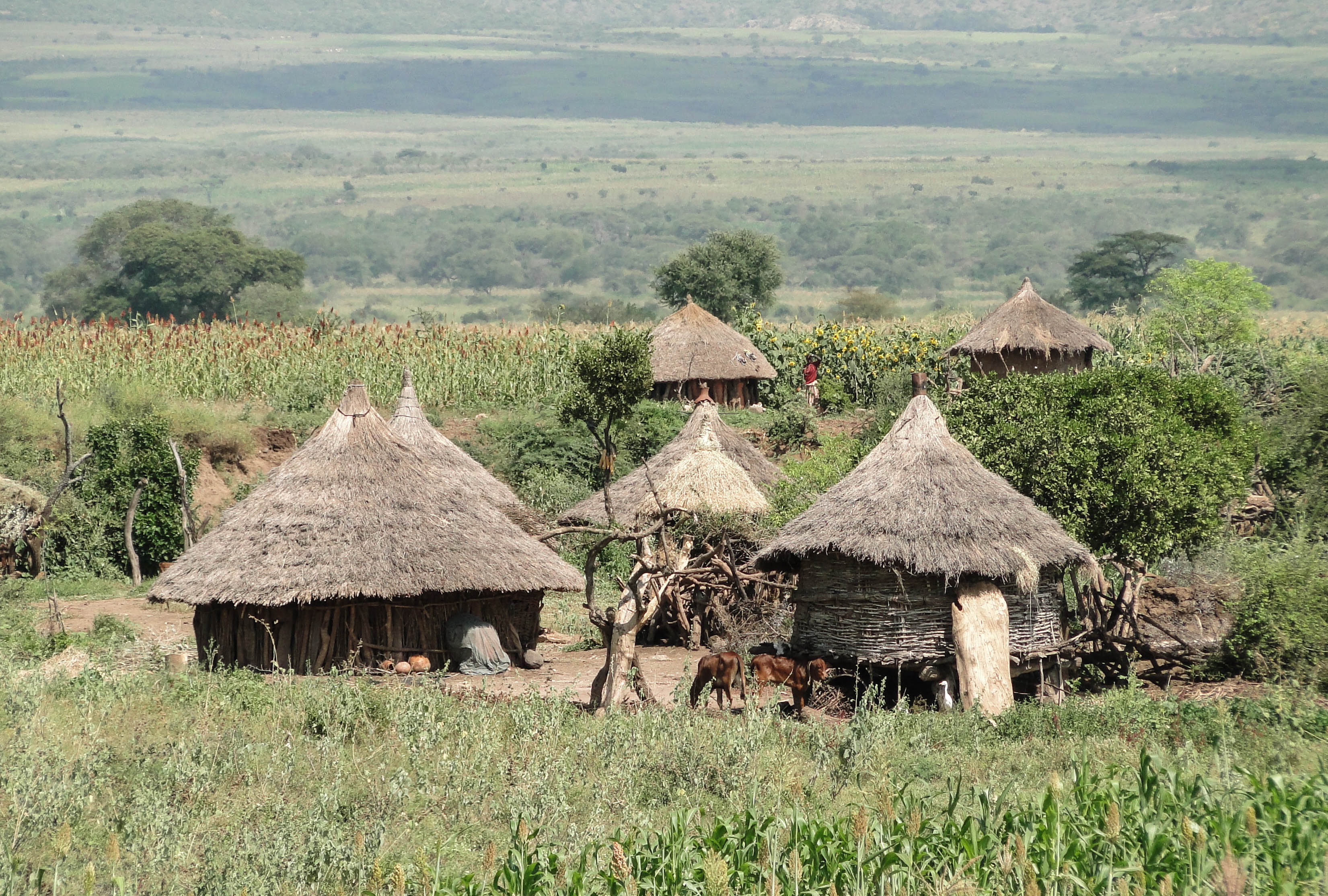
Viviendas del pueblo konso cerca de Konso, en Etiopía

- Kafa o kafficho, 1,2%, más de 1 millón, cristianos. Viven en la zona Keffa, de unos 10.610 km²,[21] de la Región de las Naciones, Nacionalidades y Pueblos del Sur, donde los kafa son el 83% de la población, compartida con los bench, amhara y oromo. Es una de las primeras zonas donde se cultivó el café, unos 400 km al sudoeste de Adís Abeba. La Reserva de la biosfera de Kafa[22] se considera el origen del café arábica,[23] del que hay unas 5.000 variedades en la zona. En esta región se cultiva además el ensete y el tef, con los que se hace una especie de pan que es un alimento importante en Etiopía.[24] El cultivo intensivo de café ha hecho que casi desaparezca el bosque lluvioso original en esta zona montañosa. En 2012 se detectó la presencia de leones en la reserva forestal.[25]

### Etnias que tienen entre 1 millón y100 000 miembros

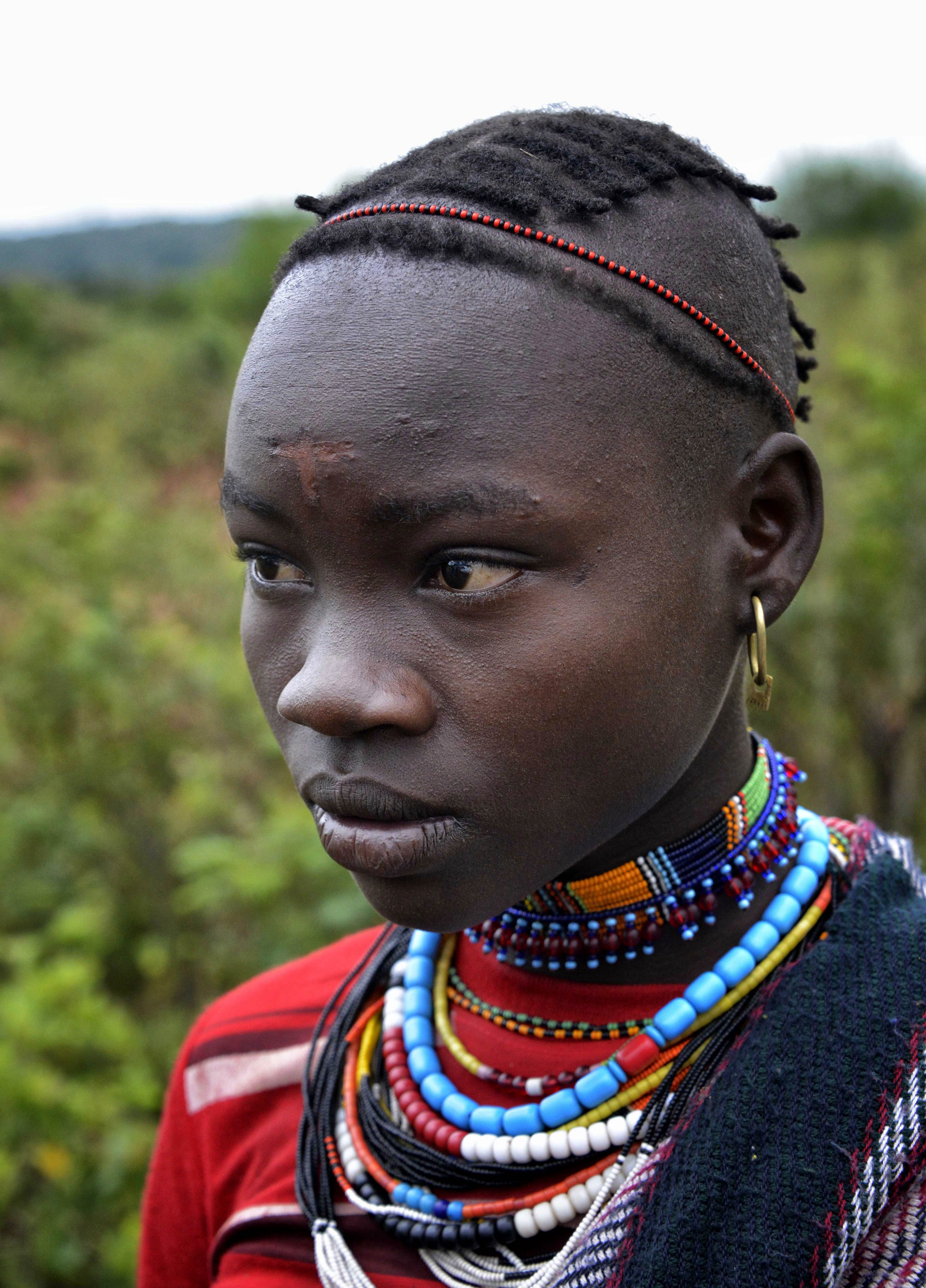
Mujer bodi, una rama de los me'en o mekan.

- Awi. Unos 867.000, la mayoría cristianos ortodoxos. Forman parte de los pueblos Agaw, que viven en Etiopía y Eritrea, unidos por las lenguas agaw, y que incluyen los bilen, al norte, en torno a Keren, en Eritrea; los Kemant, al oeste, unos 200.000 en torno a Gondar, en Etiopía, los xamta, al este y los awi, al sur del lago Tana, con capital en Injibara, en la zona Agew Awi, en la región de Amhara, una zona predominantemente llana y fértil, compartida con los amharas, cerca de las cataratas del Nilo Azul. Los agaw gobernaron Etiopía durante la dinastía Zagüe entre 1137 y 1270. Son agricultores y su cultivo principal son las patatas y una poácea llamada teff, parecida al cereal, que sirve para hacer la injera, el pan tradicional de Etiopía. También cultivan cebada, guisantes y trigo.[26] Aprecian mucho los caballos.[27]

- Dawro o dauro, unos 829 000, la mayoría cristianos, la mitad evangelistas.[28] Viven en la zona Dawro de la Región de las Naciones, Nacionalidades y Pueblos del Sur. El terreno es montañoso, con mesetas y gargantas, y asciende desde los 500 m de la confluencia de los ríos Omo y Zigna hasta los 3.000 del macizo etíope. Entre la zona Dawro y la zona Wolaita se ha construido el gran embalse de Gilgel Gibe III. Hablan el idioma dawro o dawurotsuwa. La mayoría viven en zonas rurales.[29]

- Kambata o kambaata, unos 785 000, cristianos evangélicos.[30] Hablan el idioma kambata o kambaata. Son cristianos, la mayoría evangélicos. La mayoría viven en el centro sur de Etiopía, en la zona Kembata Tembaro, de la Región de las Naciones, Nacionalidades y Pueblos del Sur. Tienen una larga historia que se inicia con Menelik II y su conversión al cristianismo y sigue con el reino de Kambata en el siglo XV. Junto con los tembaro, los donga (pueblos surma) y los danta o dubamo forman los pueblos kambata. Son agricultores, y su alimento principal es el ensete.[31]

- Gofa. Unos 550 000, 88% cristianos. Hablan una variedad de la lengua gamo-gofa-dauro, una lengua omótica. Viven en la zona Gamo-Gofa de la Región de las Naciones, Nacionalidades y Pueblos del Sur. Hablan el idioma gofa o mesketo. Son cristianos, en su mayoría evangelistas. Agricultores, cultivan en terrazas, maíz, tabaco y ganadería doméstica.[32]

- Bench. Unos 540 000 según algunas fuentes, con una mayoría de cristianos evangélicos.[33] Viven en el woreda de Bench, en la Región de las Naciones, Nacionalidades y Pueblos del Sur. Son agricultores, producen soja, maíz, trigo y cebada en terrazas. Se alimentan de leche y carne de vaca, oveja cabra y de mandioca. Creen en un dios del cielo y le dan importancia a los espíritus locales. Practican algunos rituales y se adornan con piezas de madera y pinturas por todo el cuerpo. En el woreda había 300 000 personas en 2005; en otras fuentes los bench son unos 130 000, que viven entre 1600 y 3000 m de altitud en una zona muy cultivada. La mayoría vive en aldeas pequeñas, en casas de adobe y estiércol de vaca, con el techado de hierba y paja. Hablan el idioma bench, una lengua omótica, y pocos conocen el idioma amhárico, la lengua oficial de Etiopía. Apenas hay una carretera que conecta con Adís Abeba, a 160 km al nordeste de la única ciudad del woreda, Mizan.[34]

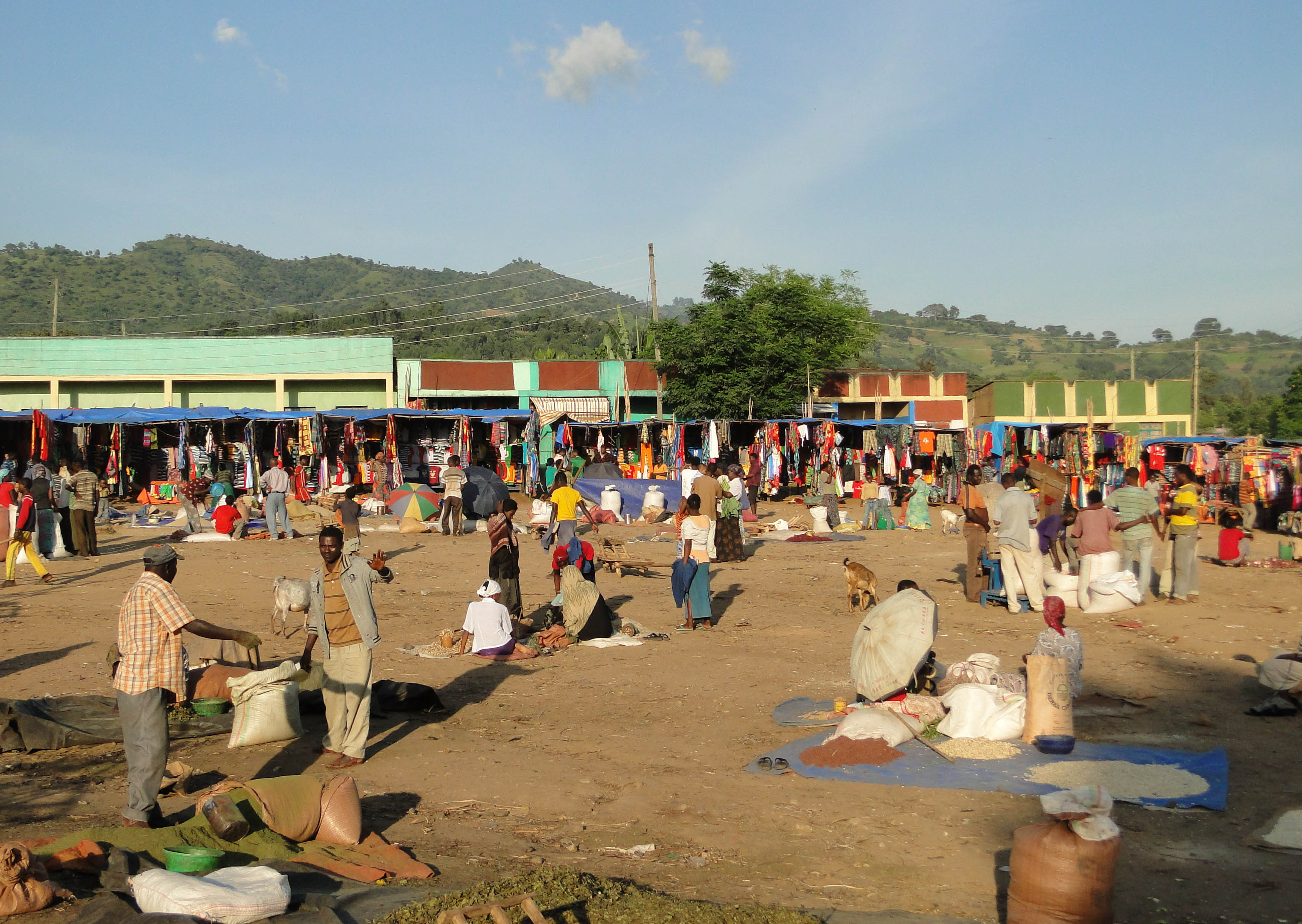
Mercado en la ciudad de Jinka, donde un cuarto de la población pertenece al pueblo aari.

- Aari o arí, unos 440 000,[35] de los que unos 240 000 hablan el idioma arí. Viven el sudoeste, en el macizo etíope y las tierras bajas que lo rodean, en la zona Debub Omo, de la Región de las Naciones, Nacionalidades y Pueblos del Sur. Cultivan maíz, sorgo y otras verduras. Crían cabras, vacas y pollos. Su tierra es fértil y húmeda, produce café y cardamomo. Su capital es Jinka (30 000 habitantes), a unos 100 km de Kenia y unos 120 km de Sudán del Sur.[36]

- Konso, unos 394 000, cristianos.[37]

- Meskan o mesqan, unos 383 000, musulmanes en su mayoría. Viven en la base del macizo de Zebidar, en torno a la ciudad de Butajira (33 500 habitantes), en la zona Gurage, en la Región de las Naciones, Nacionalidades y Pueblos del Sur, a más de 2100 m de altitud, al sur de Adís Abeba. Hablan el idioma mesqan. No se consideran a sí mismos gurage, aunque son comerciantes, como ellos, y siguen sus costumbres.[38]

- Ximre, unos 368 000, cristianos al norte de Etiopía.

- Alaba o halaba, también K’abeena, unos 356 000, la mayoría musulmanes. Son un subclan de los haddiya.[39]

- Berta o Benishangul, unos 287 000, la mayoría musulmanes.

- Koorete, unos 240 000, cristianos, en el woreda especial Amaro.

- Nuer, unos 238 000 en Etiopía, aunque según un censo de 2008 había unos 548 000, además de 3 millones en Sudán del Sur en 2011, su principal país. Son pastores para los que tiene una gran importancia el rebaño. La mayoría son cristianos, aunque creen en un dios sobrenatural y en dioses menores.[40]

- Argoba, unos 192 000, musulmanes.[41]

- Kemant o qemant, unos 200 000,[42] hebreos, con solo 1625 personas hablantes del idioma qemant, en peligro.[43] Son un pequeño subgrupo del pueblo Agaw, una etnia cushita que habita Etiopía y Eritrea, y que en conjunto suma en torno a un millón de individuos, con diversos subgrupos: bilen, al norte; qemant, al oeste; xamta, al este, y awi (867.000), al sur. Hablan lenguas agaw, amhárico, tigriña y/o tigré.

- Gumuz, unos 159 000 en Etiopía, unos 67 000 en Sudán, según censo de 2007. Según Joshua Project, solo en Etiopía serían muchos más, unos 240 000, con dos grupos, los kamashi y los mandura-dibate, al oeste del país. La mayoría son animistas y viven en los contrafuertes occidentales de la meseta etíope.[44][45]

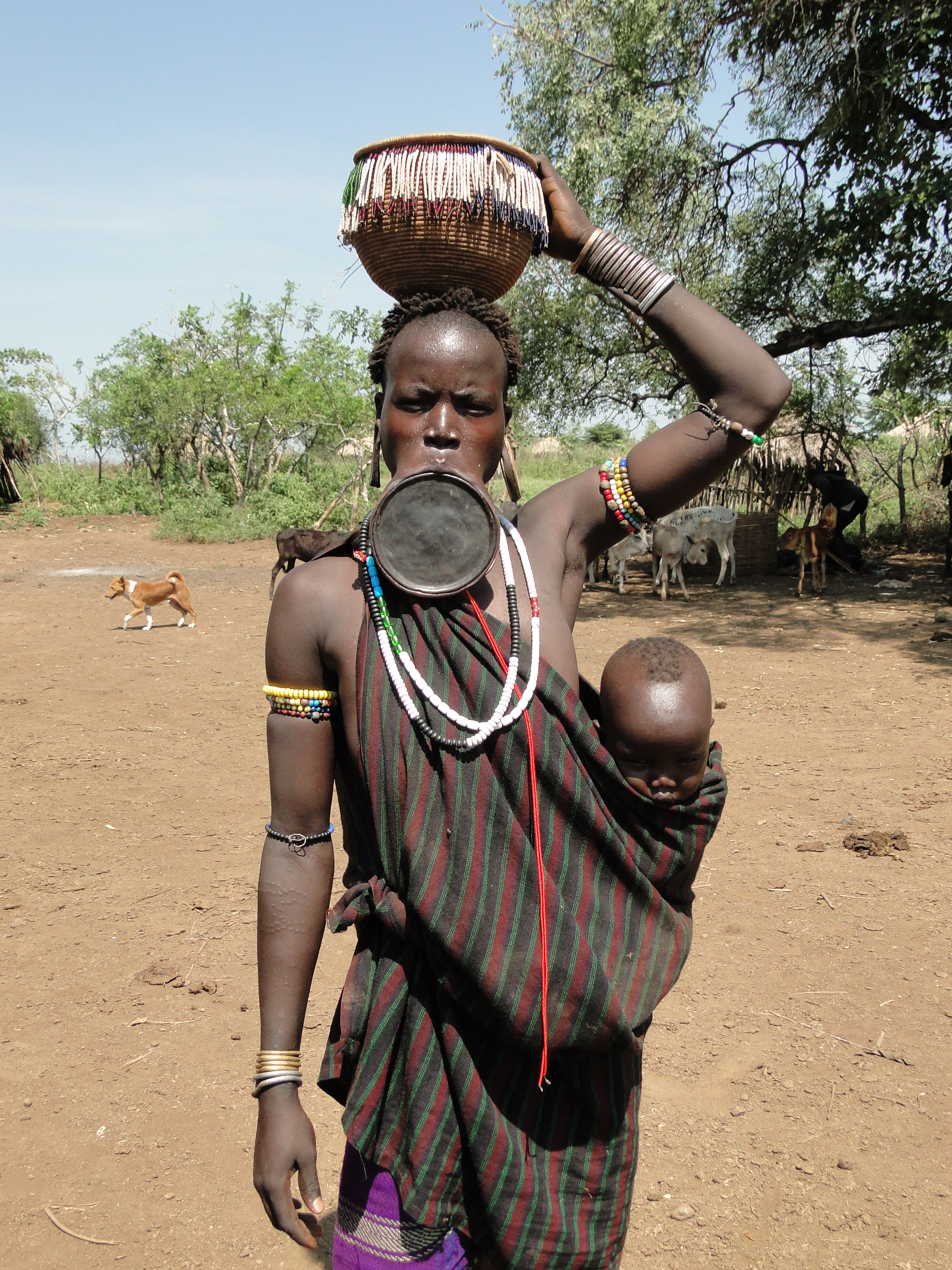
Mujer mursi con plato labial y otro en la oreja.

- Tembaro, unos 151 000, cristianos en uno de los woredas de la Región de las Naciones, Nacionalidades y Pueblos del Sur.

- Pueblo male o maale, unos 143 000, animistas, en la Región de las Naciones, Nacionalidades y Pueblos del Sur.

- konta, unos 128 000 en uno de los woredas de la Región de las Naciones, Nacionalidades y Pueblos del Sur.

- Gawwada, unos 120 000 individuos en la región de Omo, junto al lago Chamo. Hablan el idioma gawwada, que es común a otros pueblos: dihina, gergere, gollango, gorose y harso.

- Maraqo, unos 120 000, 67% musulmanes. Hablan el idioma libido.[46]

- Shekka o shakacho, unos 119 000 hablantes de idioma shakacho, 70% cristianos. Viven en torno al woreda Sheko, en la Región de las Naciones, Nacionalidades y Pueblos del Sur.

- Basketo, unos 119 000, cristianos, la mayoría evangelistas, con unas 70 congregaciones, y el resto ortodoxos, aunque en sus creencias animistas perviven un dios del cielo y una diosa madre de la tierra. Viven en el woreda especial Basketo, en la Región de las Naciones, Nacionalidades y Pueblos del Sur. Son ante todo agricultores. Cultivan ensete, tubérculos, maíz, mijo y verduras, con algo de ganado. Están divididos en clanes con un rey llamado kati. Hablan el idioma basketo.

- Wolane, unos 110 000, musulmanes, hablan el idioma silt'e.

- Burji, unos 110 000 hablantes del idioma burji.

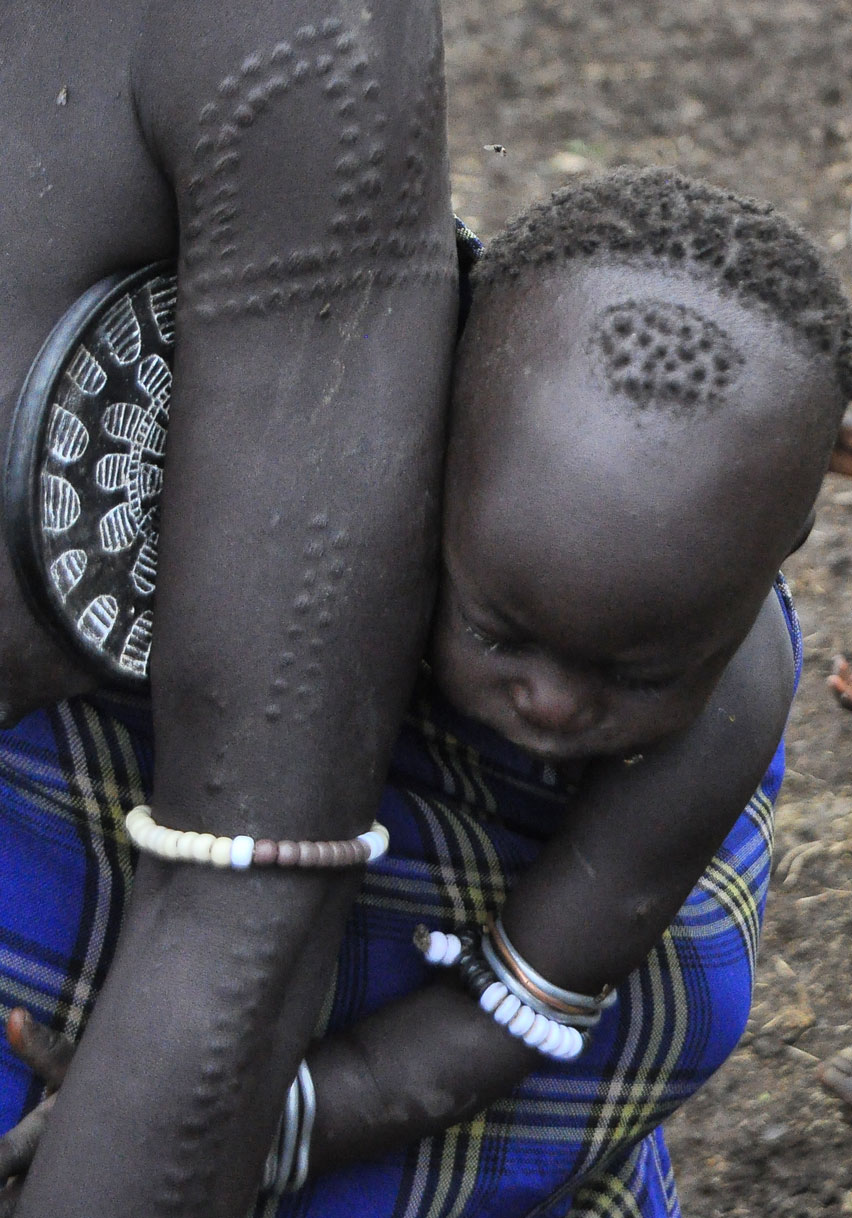
Mujer mursi con escarificaciones en el brazo.

- Dirasa, unos 100 000 hablantes.

### Otras etnias con menos de 100.000 miembros

#### Valle del Omo

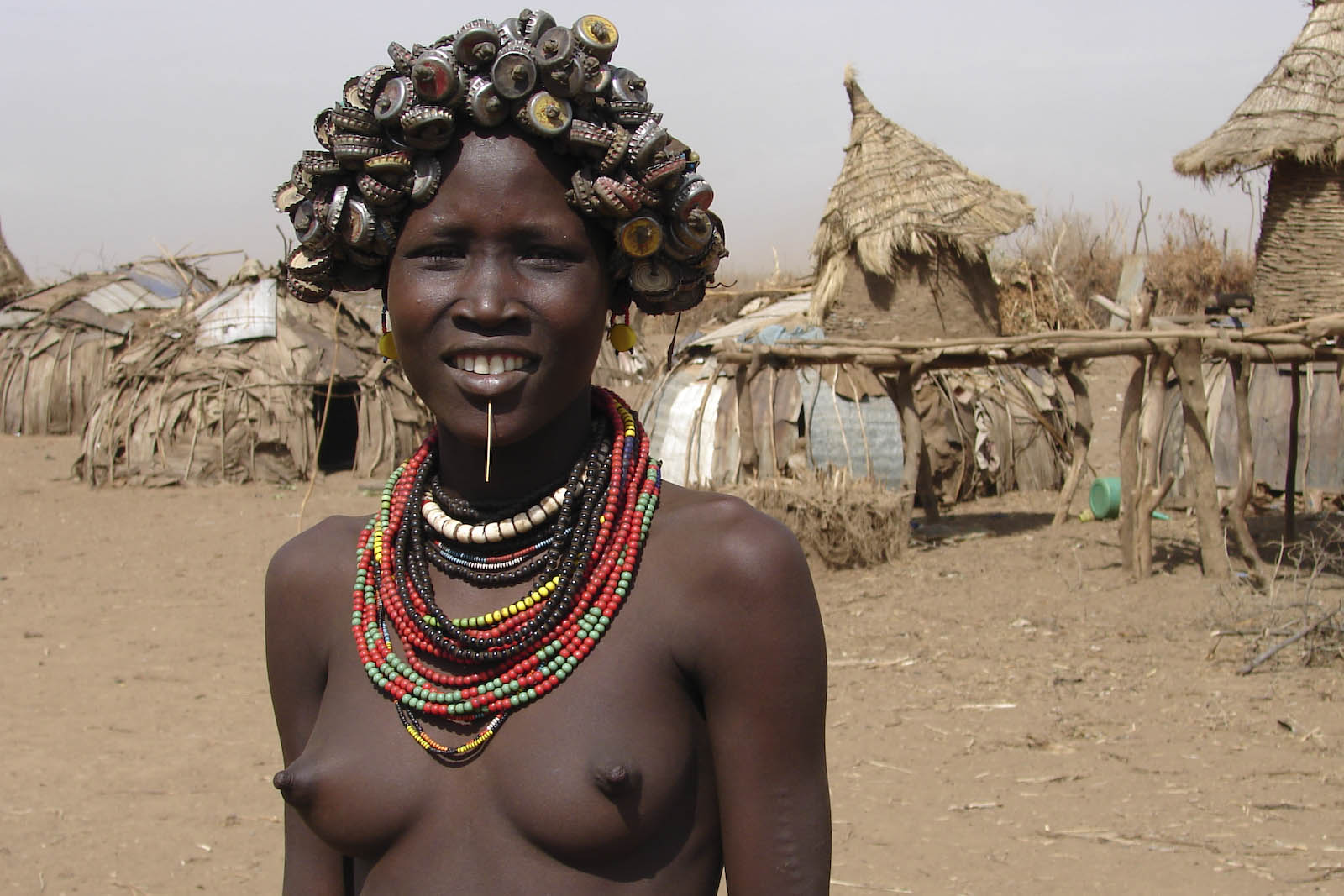
Mujer daasanach en Omorate, Etiopía.

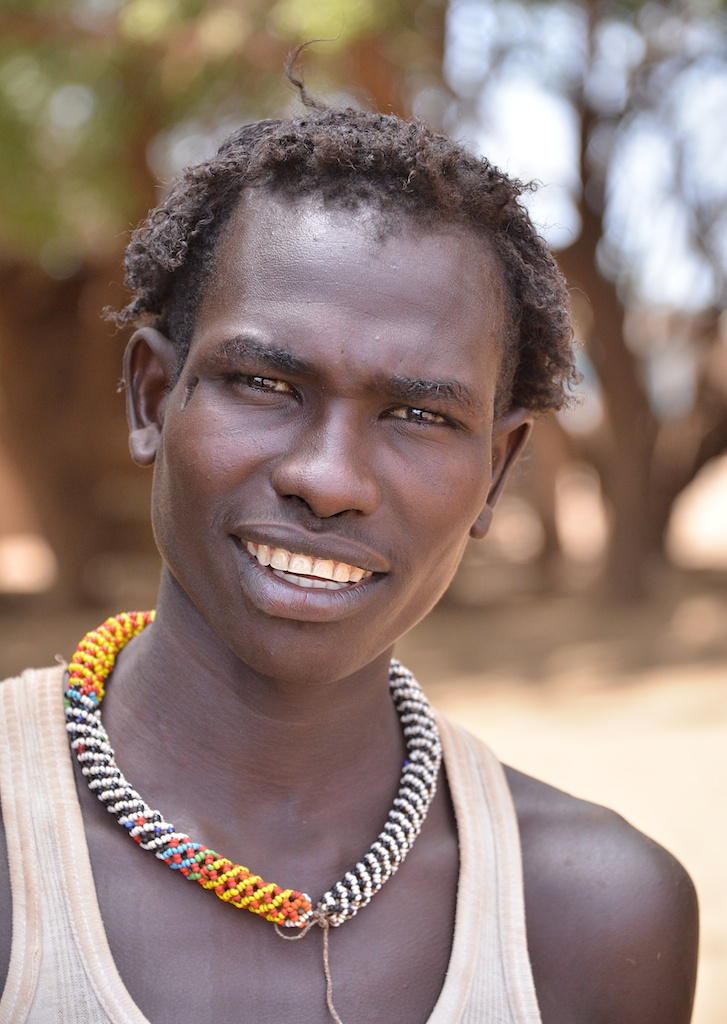
Hombre de la tribu daasanach

Estos pueblos se han visto afectado por los grandes planes de regadío proyectado en la cuenca del río Omo, que han terminado con la construcción del embalse de Gilgel Gibe III. El gobierno prevé dedicar 240.000 ha al cultivo de caña de azúcar y algodón al norte del lago Turkana, con lo que afecta al libre movimiento de estas tribus.
- Daasanach, unos 73.000.[50] Viven en la zona Omo Sur, en la Región de las Naciones, Nacionalidades y Pueblos del Sur, al norte del lago Turkana. Sumando los que viven en Kenia y Sudán del Sur suben a 95.000. Pastores y agricultores, cultivan sorgo, maíz, calabazas, habichuelas, y crían cabras y vacas. Son animistas. Las mujeres son circuncidadas. Suelen enfrentarse a sus vecinos, los gabra y los turkana, contra los que organizan expediciones. Hablan el idioma daasanach.[51] La zona es muy árida, las precipitaciones no superan los 400 mm. Forman ocho grupos principales: los inkabelo, el mayor, vive a ambos lados del Omo y su delta, con tres grupos más pequeños, oro, kuoro y riele. Los randal y los elele viven al noroeste. Los inkoria y ngaritch al nordeste del lago Turkana y los kenyan en la orilla.[52] El uso de chapas y restos desechables de productos occidentales los ha hecho famosos como recicladores.[53][54]

- Nyangatom. Unos 39.000, a lo largo del río Omo y en el Triángulo de Ilemi, un territorio en disputa situado entre las fronteras de Etiopía, Sudán del Sur y Kenia. Contando los otros países son unos 54.000. Forman parte de los pueblos ateker, al que también pertenecen los toposa. Hablan el idioma nyangatom y el daasanach. Son pastores, se alimentan de leche y sangre de vaca, y grano. Practican el sacrificio ritual de un animal con la mayoría de edad y la escarificaciones en el cuerpo.[55][56]

- Mursi. Unos 11.000. Viven en la zona Debub Omo, de la Región de las Naciones, Nacionalidades y Pueblos del Sur, cerca de la frontera con Sudán del Sur, entre el río Omo y el río Mago, uno de sus afluentes a través del Usno, en una de las zonas más apartadas del país. Son animistas, salvo un 11% de cristianos. Hablan el idioma mursi, una lengua súrmica, hablada por los mayang, los kwergu y los didinga. El gobierno los ha agrupado con los me'en y los suri bajo el nombre de pueblo surma. Viven de la agricultura y la ganadería. Afectados por los planes de regadío, también han perdido una parte de su tierra con el Parque nacional de Omo.[57] Una característica de los pueblos surma es el uso de plato labial. Como otros pueblos de la zona, muchos hombres van armados con fusiles AK-47.[58]

- Pueblo bodi. Unos 11.000, en el valle del Omo, al norte de los mursi. Hablan el idioma me'en, y se llaman a sí mismos me'en, ya que son una escisión de estos que viven en estado puro, de forma agrícola y pastoral como sus ancestros, en una zona atravesada por dos ríos, el Hana y el Gura. Tienen muchas cosas en común con los mursi.[59][60] Una curiosa costumbre es competir por el hombre más gordo siguiendo durante seis meses una dieta rica de sangre y leche de vaca en una ceremonia de año nuevo llamada Ka'el.[61]

- Kwegu. Unos 3.000, a orillas del río Omo, Hablan el idioma kwegu, una lengua nilo-sahariana. Muy relacionados con los me'en y los mursi, a los que proporcionan miel, caza y ayudan a cruzar con un ferri el río Omo. A su vez, reciben carne de vacuno, ya que no tienen vacas.[62]

- Kara o karo. Unos 2.200, al sur de los mursi, en la orilla izquierda del río Omo, en asentamientos ribereños. Cercanos al pueblo kwegu, crían ganado y pasan mucho tiempo cazando. Hablan el idioma kara, muy parecido al idioma hamer-banna. Son conocidos por sus pinturas corporales y sus elaborados peinados. Practican escarificaciones con ceniza.[63] Se dice que proceden de las tierras montañosas de los hamer-banna, de donde bajaron buscando pastos para sus rebaños, pero la mosca tsé-tsé les obligó a dedicarse a la agricultura. Cultivan sorgo, alubias y maíz principalmente como subsistencia. También pescan y recogen miel, que comercian con los hamer. Celebran una ceremonia llamada pilla, que consiste en saltar los hombres jóvenes sobre una hilera de vacas sin caerse, y que también practican otras tribus, como los hamer.[64]

- Mekan o me'en, entre 50 y 100.000 hablantes del idioma me'en, cristianos, con unos miles en Sudán, animistas. Se cree que vivían en el sur y fueron desplazados hacia el sudoeste, al sur del río Akobo, en el curso bajo del río Omo. Viven en aldeas pequeñas, crían vacas y cabras. Usan caballos y mulas para el transporte. La mortalidad infantil es muy elevada. Relacionados con los bodi, que es una escisión, forman parte del pueblo surma, con los mursi y los suri. Son llamados suro por los kafa. Cultivan café y tabaco, es raro que tengan ganado, cazan elefantes con flechas envenenadas. Incluso las mujeres fuman con pipas.[65]

#### Zona sudoccidental

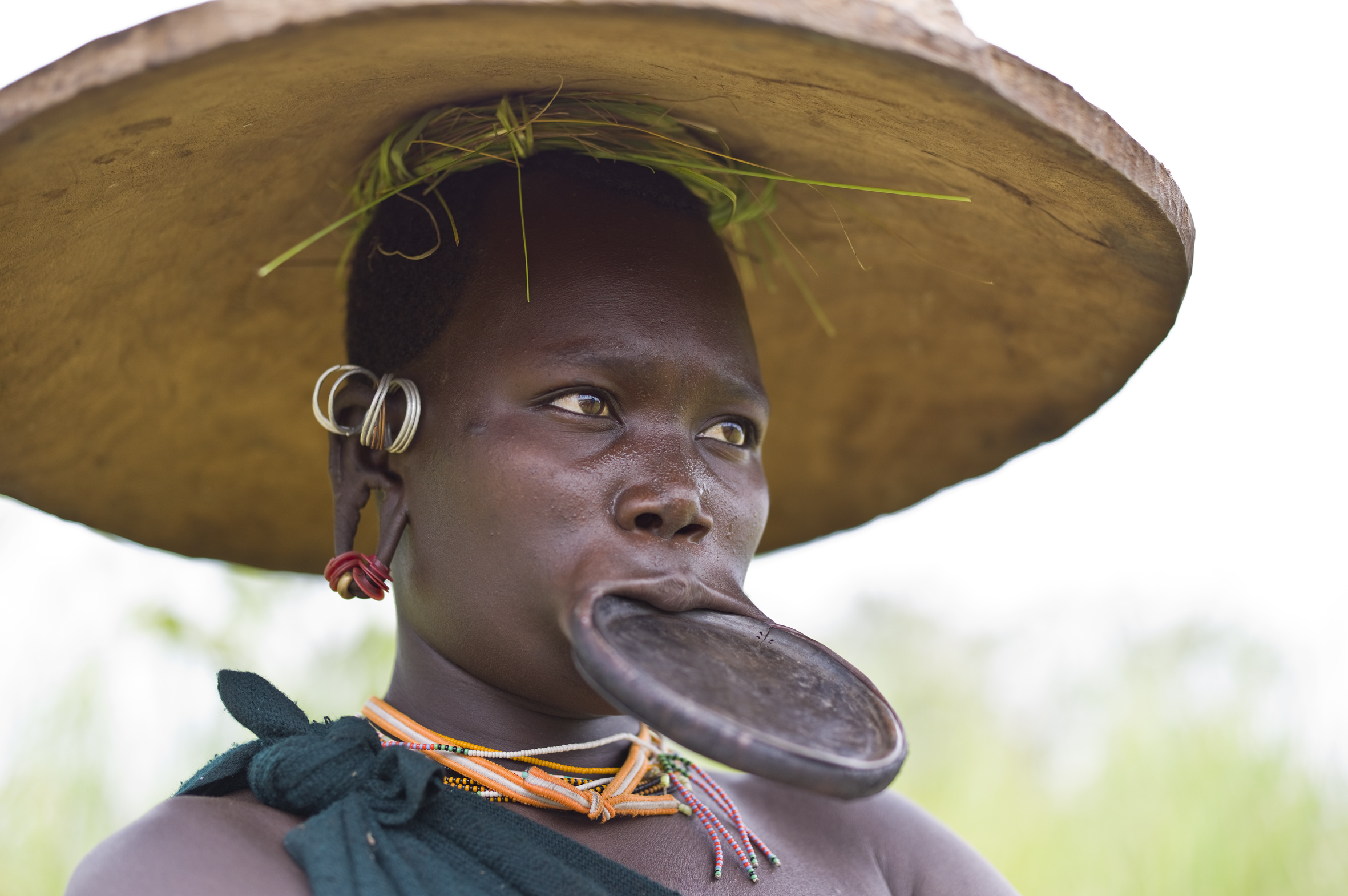
Mujer suri con un plato labial

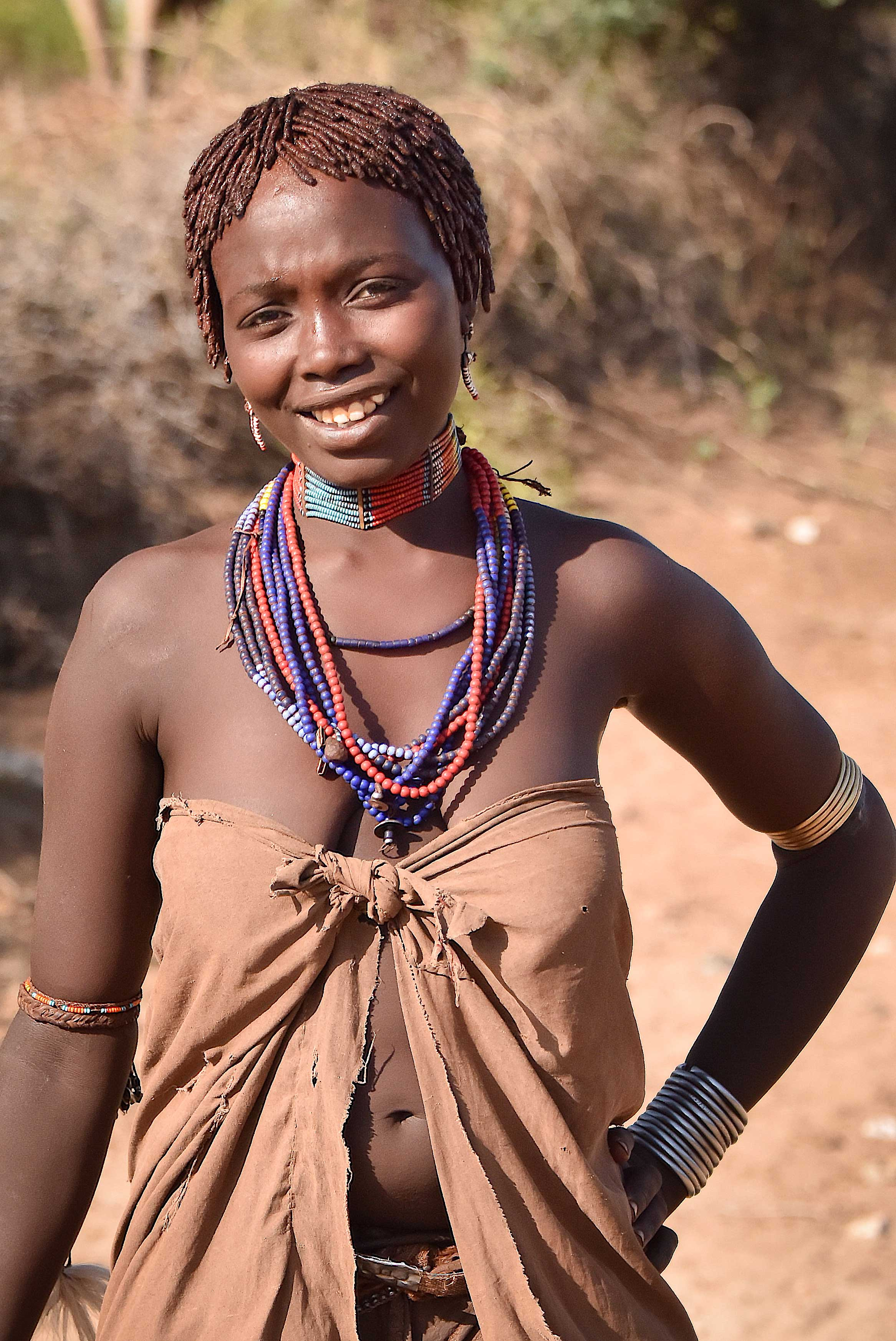
Mujer arbore en el valle del río Omo, en Etiopía

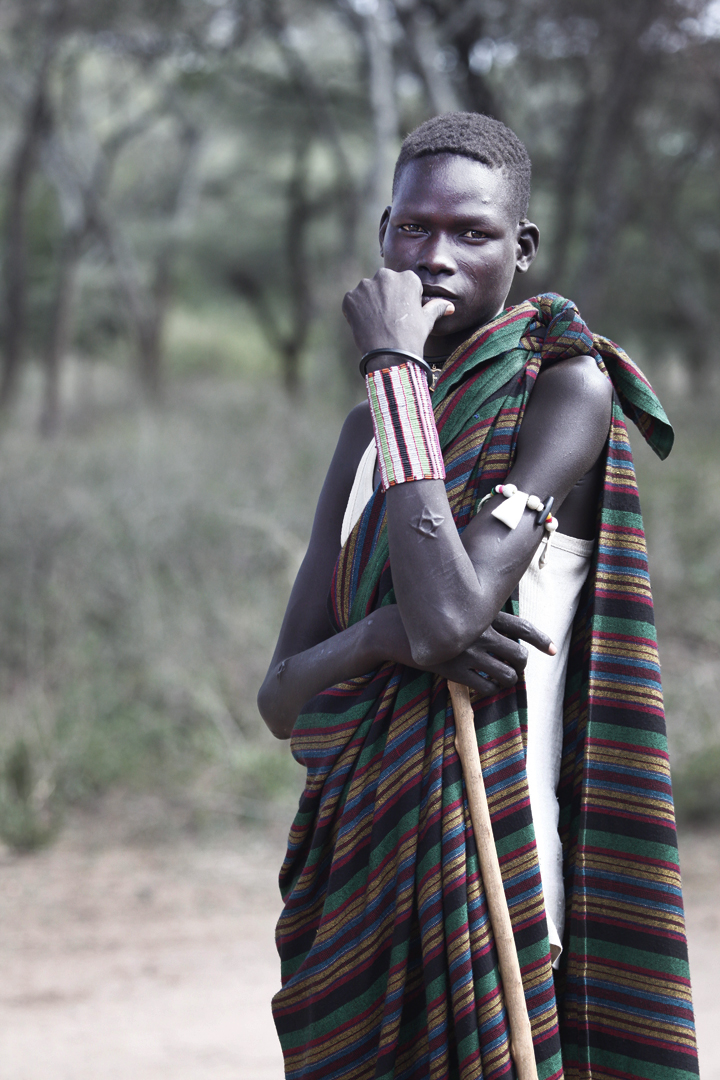
Hombre joven de la etnia toposa.

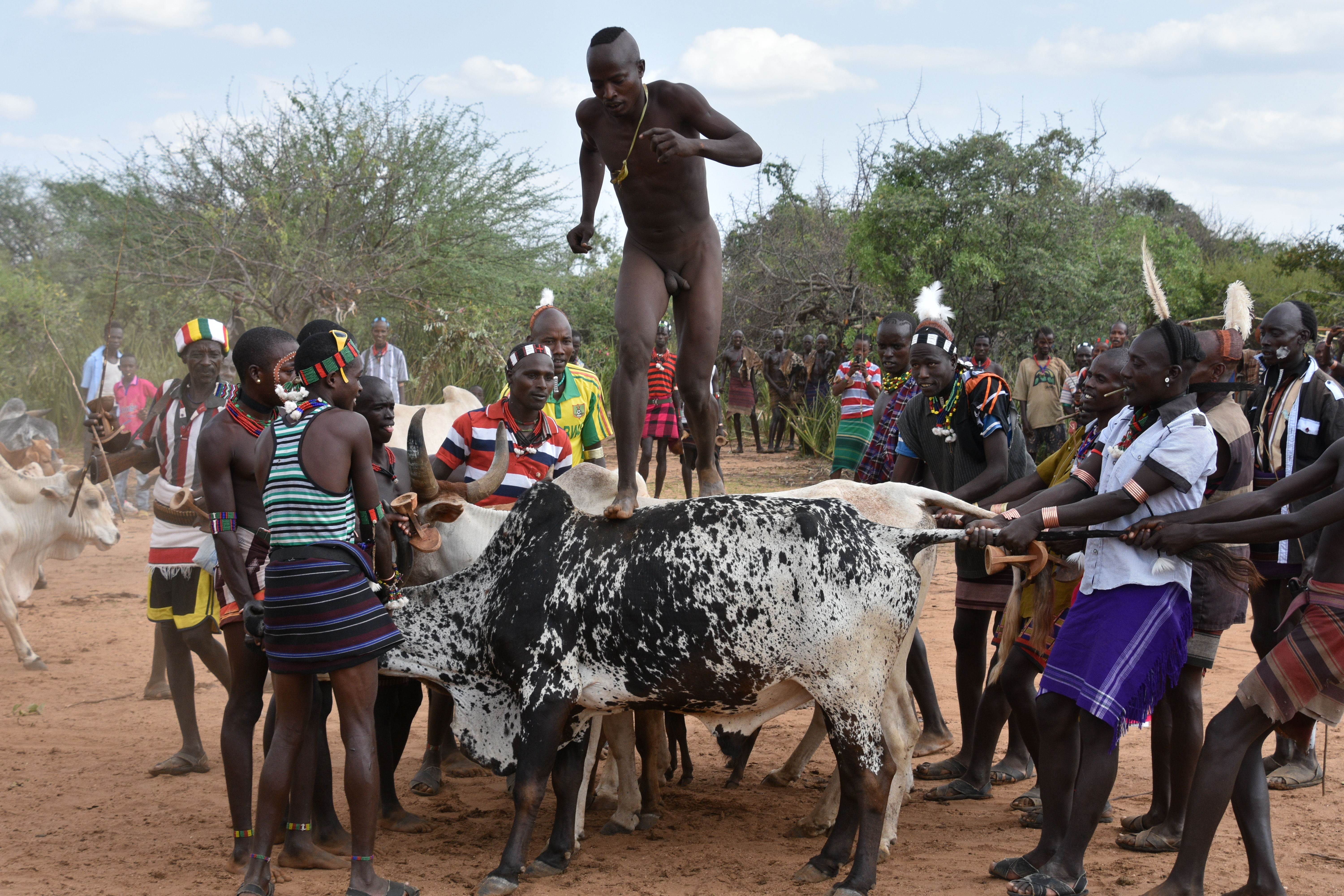
Miembros de la tribu hamer practicando el salto sobre las vacas, que consiste en caminar sin caerse.

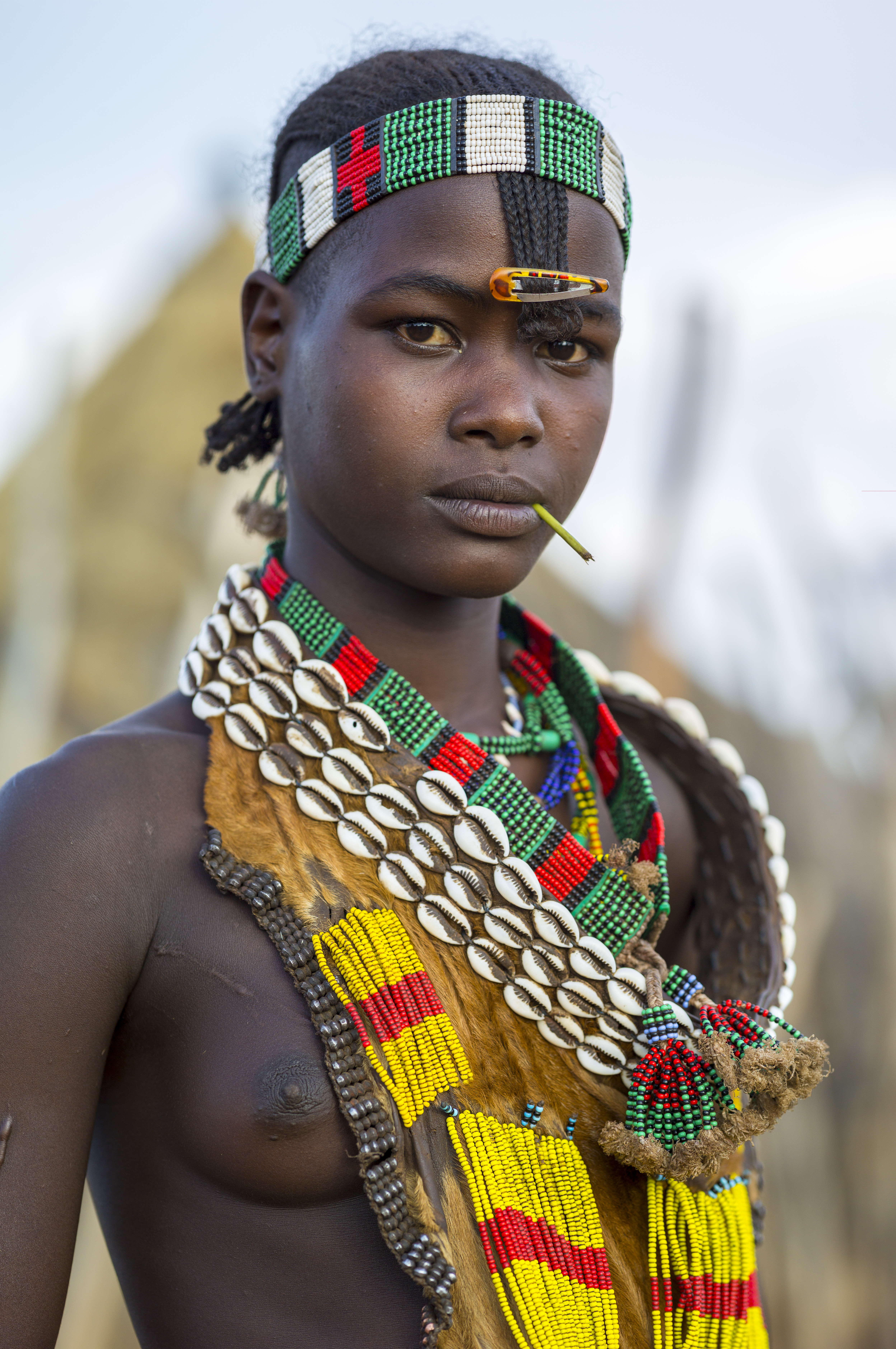
Muchacha de la etnia hamer

- Surma o suri, en el woreda de Suri, en la zona Bench Maji, en la Región de las Naciones, Nacionalidades y Pueblos del Sur. Hay dos grupos principales, los kacipo-balesi,[66] unos 3.200 individuos, animistas, que viven entre Sudán del Sur y Etiopía, y los tirmaga-chai o surma, unos 43.000, agricultores (sorgo, maíz, mandioca, y ganaderos. Las mujeres se colocan platos en las orejas, los hombres y niños se rapan y suelen ir desnudos, con el cuerpo pintado. Es normal que los niños de adornen con flores. En algunos casos, las mujeres se colocan platos labiales, como los mursi.[67] Hay quien separa los timaga de los chai. Creen en un dios celeste llamado Tumu. Hablan el idioma suri.[68] Una característica de los suri son los rituales de conquista en los que los hombres de golpean con un palo en la cabeza para mostrar su virilidad. Las derrotas de un rival se traducen en escarificaciones en la piel de los hombres.[69] Suelen estar en conflicto con sus vecinos nyangatom por las tierras y el ganado. Durante el mes de agosto celebran un ritual llamado donga, común a los surma, para elegir los hombres más fuertes.[70]

- Arbore, unos 10.000, al norte y noroeste del lago Chew Bahir, un lago salado conocido por su población de flamencos. Hablan el idioma arbore, una lengua cushita. Viven en cuatro ciudades situadas en el delta del río Weito, también llamado Limo: Gandareb, Kulaama, Murale y Eegude. Son pastores y en tiempos comerciaban con marfil. Creen en un dios supremo llamado Waq.[71][72]

- Banna o hamer-banna, unos 41.000, en torno a la localidad de Kako, en el sudoeste de Etiopía, montes Chari, zona de sabana. Hablan el idioma hamer. Animistas. Proceden del hamer, del que se separaron en busca de mejores pastos para el ganado, sobre todo vacas. A veces cabalgan camellos, Plantan sorgo al empezar la estación de las lluvias. Recogen miel y recorren grandes distancias con el ganado en la estación seca. Viven en asociaciones de familias con un complejo sistema de grupos de edad que implican rituales al paso de cada edad.[73][74][75]

- Hamer, más de 40.000. Viven en el territorio al este del río Omo y tienen poblados en Turmi y Dimeka. Son pastores seminómadas que dividen el trabajo entre los sexos. Las mujeres y las niñas son responsables de las cosechas (sorgo, verduras, maíz y calabazas), de buscar agua, cocinar y lcuidar de los niños, que empiezan a pastorear a las cabras a los ocho años. Solo se casan con miembros de su propia tribu pero no tienen problemas en imitar a las otras tribus del valle (camciones, peinados, incluso nombres) como los nyangatom o los dassanech. Las chicas se casan a los 17 años. Los hombres cuidan el ganado: vacas, ovejas, cabras, asnos.[76]

- Baiso. Unos 8.400. También se conocen como gidichos porque viven en la pequeña isla de Gidicho, en la isla de Welege y al oeste del lago Abaya. Son agricultores, pescadores, tejedores y cazadores de hipopótamos. Son cristianos en su mayoría Hablan el idioma baiso, una lengua cushita, y son bilingües con el idioma wolayta.[77]

- Kwama o gwama. Unos 10.000. Viven en las tierras altas que separan Etiopía de Sudán, en el woreda de Mao-Komo, en la región Benishangul-Gumaz. Musulmanes en su mayoría y animistas, con brujos. Hablan el idioma kwana, una lengua komana. Practican la tala y quema y siembran sobre todo sorgo, con el que hacen cerveza (shwe o shul según el dialecto. También cazan, pescan y recogen miel. Están divididos en clanes y subclanes. Son polígamos, pero no pueden casarse dentro del mismo clan.[78]

- Birale o tsamai. Unos 8.600 hablantes del idioma tsamai, una lengua dullay; solo quedan una docena de hablantes del idioma ongota o birale. Viven al este del río Omo, en la llanura del río Weito, que desemboca en el lago Chew Bahir, en el woreda de Bena Tsemay, en la zona Debub Omo, en la Región de las Naciones, Nacionalidades y Pueblos del Sur. Son vecinos de los hamer-banna y es posible que procedan de los cercanos konso. Son animistas.[79] Agricultores y pastores, cultivan algodón a orillas del río Wito, además de sorgo y mijo. La prueba de madurez consiste en atravesar en medio de un grupo de toros. Si lo consigue, podrá buscar esposa. El pago son vacas, aunque puede ser miel, grano, vestidos, semillas de café y arake. Son polígamos y patrilienales.[80]

- Chara o tsara. Unos 20.000, en la zona Debub Omo, en la Región de las Naciones, Nacionalidades y Pueblos del Sur. Hablan el idioma chara, parecido al wolaita, una lengua omótica de la rama bench. Su población se vio reducida, como en toda la zona, por las expediciones esclavistas de antaño y las guerras recientes. Agricultores y ganaderos. Animistas.[81]

- Toposa. Unos 18.000 individuos en Etiopía, y unos 235.000 en Sudán del Sur, en el nuevo estado de Kapoeta, además de unos 2.900 en Kenia y unos 54.000 en Uganda. En Etiopía son animistas. Viven del ganado. En la guerra civil de Sudán del Sur fueron armados con AK-47. Hablan el idioma toposa.

- Nyangatom. Unos 40.000. Viven en una zona inhóspita del Triángulo de Ilemi, en disputa entre Kenia, Sudán del Sur y sudoeste de Etiopía. Son pastores y practican algo de agricultura. La escasez de pastos mantiene las disputas entre los nyangatom, los turkana de Kenia, los didinga y los toposa de Sudán del Sur, y los daasanacth, de los tres países. Llevan armas procedentes de su participación en las guerras de Sudán del Sur, y son famosos como bailarines con los nidjerol, cascabeles que se colocan en codos y rodillas.[82]

- Daasanach o dassanech, marille (en Kenia) o geleba, más de 70.000 en Etiopía, cerca de 100.000 con Kenia y Sudán del Sur.[83] Como sus vecinos, eran ganaderos y ahora también agricultores, forzados por la mosca tsé-tsé. Viven al sudoeste, a orillas del río Kibish. Las mujeres cuidan la tierra y los hombres los rebaños. En época seca, llevan el ganado al disputado Triángulo de Ilemi, donde rivalizan con los nyangatom, los turkana de Kenia, los didinga y los toposa de Sudán del Sur. Están divididos en 8 subgrupos, de los que los inkabelo son los más ricos. Como otros pueblos de la zona, construyen sus viviendas con ramas cubiertas de papiros.[84]